# Bombardamento di Papeete
Il bombardamento di Papeete, avvenuto il 22 settembre 1914, fu effettuato dalla Kaiserliche Marine tedesca per mezzo di due incrociatori corazzati, lo Scharnhost e lo Gneisenau, dello squadrone dell'Asia orientale (in tedesco Ostasiengeschwader) comandato da Maximilian von Spee. I francesi, con poche deboli difese costiere ed una piccola cannoniera, la Zeleé, provarono a difendersi ma le batterie vennero ridotte al silenzio dai più potenti cannoni degli incrociatori tedeschi, che poterono poi bombardare indisturbati la città, le installazioni portuali ed affondare la Zeleé ed il cargo Walkure presente in porto. Ciò non di meno, l'obiettivo principale dell'azione, le scorte di carbone delle quali von Spee contava di impadronirsi per rifornire le sue navi, vennero distrutte dai francesi all'inizio dell'azione.